# ژنت: کودکی ژاندارک
ژانت: کودکی ژاندارک یک فیلم موزیکال به کارگردانی برونو دومو است. این فیلم برای رقابت در بخش دو هفته کارگردانان هفتادمین جشنواره فیلم کن انتخاب شد.